# Гафаров, Камаледдин Насреддин оглы
Камаледдин Насреддин оглы Гафаров (азерб. Qafarov Kamaləddin Nəsrəddin oğlu; род. 7 сентября 1976 года, Нахичевань, Азербайджанская ССР) — государственный и политический деятель. Депутат Милли Меджлиса Азербайджанской Республики V, VI и VII созывов, член комитета по здравоохранению.

## Биография
Родился Камаледдин Гафаров 7 сентября 1976 году в Нахичевани, ныне столица Нахичеванской Автономной Республики, республики Азербайджан. В 1993 году завершил обучение в Республиканском базовом Лицее с химико-биологическим уклоном Азербайджанского медицинского университета. В том же году поступил на обучение в Нахичеванский государственный университет имени Мамедалиевана факультет плодоовощеводства и виноградарства, который успешно окончил в 1997 году. Затем для получения второго высшего образования поступил в Азербайджанский государственный экономический университет, который окончил в 2009 году по специальности "Финансы и кредит".
С 2005 года работал на различных должностях, начинал с оператора в фармацевтической компании. В 2013 году был утверждён в должности финансового директора этой компании. 16 сентября 2014 года был уволен по собственному желанию в связи с переходом на другую работу.
17 сентября 2014 года назначен заместителем генерального директора Национального центра онкологии Министерства здравоохранения Азербайджанской Республики.
В 2015 году избран депутатом Милли Меджлиса Азербайджанской Республики V созыва по Бинагадинскому второму избирательному округу № 9. 
На выборах в Национальное собрание Азербайджана VI созыва, которые прошли в 9 февраля 2020 года, баллотировался по Второму Бинагадинскому избирательному округу № 9. По итогам выборов одержал победу и получил мандат депутата Милли Меджлиса Азербайджанской Республики. С 10 марта 2020 года приступил к депутатским обязанностям. Является членом комитета по здравоохранению, а также является членом парламентской Ассамблеи "Евронест".
В сентября 2024 года на парламентских выборах в Азербайджане 1 сентября одержал победу в Бинагадинском  избирательном округе №9. Официально стал депутатом Милли Меджлиса Азербайджана седьмого созыва, первое заседание которого состоялось 23 сентября 2024 года.
Член партии "Новый Азербайджан".